# 6-羟基褪黑素
6-羟基褪黑素（缩写6-OHM）是一种含氮有机化合物，化学式C
13H
16N
2O
3，为褪黑素在体内的主要活性代謝產物。